# El Peladiente
El Peladiente är en ort i Mexiko.   Den ligger i kommunen Otatitlán och delstaten Veracruz, i den sydöstra delen av landet, 400 km öster om huvudstaden Mexico City. El Peladiente ligger 21 meter över havet och antalet invånare är 111.
Terrängen runt El Peladiente är mycket platt. Runt El Peladiente är det ganska tätbefolkat, med 86 invånare per kvadratkilometer. Närmaste större samhälle är Tuxtepec, 14,3 km sydväst om El Peladiente. Trakten runt El Peladiente består till största delen av jordbruksmark.